# 都道府県雇用開発協会
都道府県雇用開発協会（とどうふけんこようかいはつきょうかい）は、各都道府県において高年齢者等および障害者の雇用に関し、相談・援助・給付などの各種事業を行うことにより、職業の安定と福祉の向上に寄与することを目的として、都道府県知事または都道府県労働局長の許可により設立された社団法人または財団法人である。

## 沿革
高年齢者等の雇用対策事業
各都道府県にあった雇用対策事業を行う協会は、1980年（昭和55年）前後から社団法人や財団法人の認定を受けた。協会の名称は都道府県によって異なり、○○県雇用開発協会、○○県雇用対策協会、○○県高年齢者雇用開発協会などが用いられた。
1986年（昭和61年）5月1日、「高年齢者等の雇用の安定等に関する法律」に基づく都道府県高年齢者雇用安定センターに指定された。
2000年（平成12年）5月12日、「高年齢者等の雇用の安定等に関する法律」が改正され、「高年齢者等」の範囲に中高年齢者である在職の求職者が含められ、都道府県高年齢者雇用安定センターは都道府県高年齢者等雇用安定センターに改称された。
2003年（平成15年）10月1日、「高年齢者等の雇用の安定等に関する法律」の改正により、都道府県高年齢者等雇用安定センターの法人指定制度が廃止された。
障害者の雇用促進事業
各都道府県にあった障害者雇用促進事業を行う協会は、1975年（昭和50年）前後から社団法人の認定を受けた。協会の名称は、○○県障害者雇用促進協会などが用いられた。
法人の統合
2006年（平成18年）以降、多くの都道府県において高年齢者等の雇用対策事業を行う協会と障害者の雇用促進事業を行う協会が統合され、2008年（平成20年）までに全ての都道府県で統合が完了した。

## 実態に関する報道
2009年（平成21年）9月13日付朝日新聞によれば、47都道府県の雇用開発協会には、厚生労働省OB約270人（2008年7月時点）が天下りしているという。朝日新聞社が同日に配信した記事では、2009年7月下旬の東京都雇用開発協会の雇用就業支援コーナーの業務状況が紹介されている。それによれば、同コーナーには窓口職員が8名いるものの、職員1人が1日あたり2-3人の相談をうける程度であり、ここでは職業紹介ができないためにハローワークへ行くことを勧めるという。また、東京都の協会への予算によると委託費の用途として人件費は2億円で、これは東京より事業量が多い大阪府の協会の人件費（1億6千万円）より多いことが指摘されている。一方、会計検査院による2006、2007年度の検査報告によれば、47すべての都道府県雇用開発協会で委託費の不正流用が指摘されている。具体的には、1999年から2007年度に、カラ出張や臨時職員の架空雇用などで2億2千万円の資金を捻出し、飲食費に充てたり超過勤務分の手当に回していたという。

## 名称
○○雇用開発協会
岩手県、秋田県、福島県、茨城県、栃木県、群馬県、埼玉県、千葉県、東京都、神奈川県、新潟県、富山県、長野県、愛知県、三重県、滋賀県、大阪府、兵庫県、奈良県、和歌山県、岡山県、広島県、山口県、高知県、宮崎県、沖縄
○○雇用支援協会
石川県、福井県、静岡県、岐阜県、徳島、香川県、長崎県、鹿児島県
○○高齢・障害者雇用支援協会
青森県、宮城県、山形県、京都府、愛媛、佐賀県、熊本県
○○高齢・障害者雇用促進協会
北海道、鳥取県
○○雇用促進協会
山梨県、島根県
○○高齢者・障害者雇用支援協会
福岡県
○○総合雇用推進協会
大分県

## 法人形態
財団法人
神奈川県、兵庫県、福岡県、佐賀県、大分県、鹿児島県
社団法人
その他の都道府県